# Multi-Stufen-Training
Multi-Stufen-Training (engl. multi-tier training) ist eine Trainingsmethode für Mittelstreckenläufer und Langstreckenläufer. Charakteristisch ist, dass innerhalb eines Trainingszyklus immer mehrere Fähigkeiten gleichzeitig trainiert werden, z. B. aerobe Ausdauer, anaerobe Ausdauer, Kraft.
Multi-Stufen-Training wurde Anfang der 1970er Jahre von Peter Coe, dem Vater und Trainer des Mittelstrecken-Olympiasiegers und -Weltrekordlers Sebastian Coe entwickelt. Es grenzt sich insbesondere vom Trainingssystem Arthur Lydiards ab, bei dem verschiedene läuferische Fähigkeiten im Laufe eines Trainingszyklus nacheinander entwickelt werden.
Beim Multi-Stufen-Training gibt es in den einzelnen Abschnitten je nach Saisonzeitpunkt eine Fokussierung auf bestimmte Trainingsinhalte, wie z. B. Verbesserung der aeroben Kapazität, allerdings wird bei dieser Trainingsmethode nicht stur auf die Ausbildung einer einzelnen Eigenschaft hingearbeitet. Vielmehr versucht man, neben den jeweiligen Trainingsschwerpunkten andere Fähigkeiten immer zu einem gewissen Grad miteinzubeziehen. 
Ziel dieses Vorgehens ist, den Körper multidisziplinär zu schulen. Verändern sich nun die Anforderungen im Training, z. B. vom Schwerpunkt Ausdauer zum Schwerpunkt Schnelligkeitstraining, so muss der Körper nicht erst eine längere Phase der Anpassung durchlaufen, da bereits eine Grundlage für schnellere Läufe gelegt wurde. So kann unter anderem Trainingsverletzungen aufgrund von Überlastung vorgebeugt werden.
Darüber hinaus vermeidet man im Gegensatz zu anderen Trainingsmethoden eine ungleiche Verteilung von Muskelfasertypen. So führt beispielsweise eine längere Trainingsphase mit dem Schwerpunkt aerobe Ausdauer häufig zu einer übermäßigen Ausbildung der für Ausdauerleistungen erforderlichen langsamen und schwächeren „roten“ ST-Fasern bei gleichzeitiger Vernachlässigung der schnell reagierenden „weißen“ FT-Fasern. Da im Multi-Stufen-Training immer mehrere Fähigkeiten auf einmal trainiert werden, wird dieser Effekt abgemildert.